# Academia de Bellas Artes de Venecia
La Academia de Bellas Artes de Venecia (en italiano: Accademia di Belle Arti di Venezia) es una academia de arte terciaria pública en Venecia, Italia. Fue fundada en 1750.

## Historia
La Accademia di Belle Arti di Venezia fue fundada por el senado veneciano el 24 de septiembre de 1750; el estatuto data de 1756. El primer director fue Giovanni Battista Piazzetta; Gianbattista Tiepolo se convirtió en el primer presidente después de su regreso de Würzburg. Al principio, la academia estaba ubicada en una habitación en el piso superior del Fonteghetto della Farina, un almacén y mercado de harina en el Gran Canal, cerca de la Plaza San Marcos. El espacio era insuficiente, y estudiantes y profesores debían lidiar con el ruido y el polvo del mercado, que también ocupaba el primer piso del edificio.
Tenía cuatro disciplinas principales de estudio: Figura, Retrato, Paisaje y Escultura. Posteriormente se incorporaron Perspectiva y Arquitectura. 
Antonio Canova estudió en la academia en la década de 1770. Al comienzo del siglo XIX, Giuseppe Borsato fue profesor de ornamentación. También fueron docentes los artistas: Giovanni Battista Pittoni, Antonio Rotta, Francesco Hayez, Ettore Tito, Arturo Martini, Afro Basaldella, Carlo Scarpa y Emilio Vedova, entre otros.
En 1807, la Academia fue refundada por decreto napoleónico. El nombre se cambió de Veneta Academia di Pittura, Scultura e Architettura a Accademia Reale di Belle Arti, (Academia real de bellas artes), y la academia se trasladó a las instalaciones del complejo palladiano de la Scuola della Carità.
En 1879, la Academia y la Gallerie dell'Accademia se separaron administrativamente, pero continuaron compartiendo los mismos edificios hasta 2004, cuando la escuela de arte se trasladó al sitio actual, el antiguo Ospedale degli Incurabili en Dorsoduro. Al igual que otras academias de arte estatales en Italia, se convirtió en una institución autónoma que otorga títulos según la Ley número 508 de 21 de diciembre de 1999, y pertenece al Ministerio de Educación, Universidad e Investigación de Italia. Antonio Rotta, considerado uno de los mayores representantes de la historia de Venecia en la pintura, fue premiado por la Academia de Venecia como modelo de pintura de género.
En 2008 abrió una sucursal en la isla de San Servolo, donde fueron transferidos los cursos relativos a la enseñanza de nuevas tecnologías del arte.

## Alumnos notables
- Umberto Boccioni (1882-1916), pintor y escultor
- Antonio Canova (1757-1822), escultor
- Brenno Del Giudice (1888-1957), remero y arquitecto[7]
- Giovanni Squarcina (1825-1921), pintor[8]
- Giulio Turcato (1912-1995), pintor
- Mario Prayer (1887-1959), pintor
- Karl von Blaas (1815-1895), pintor
- Eugen de Blaas
- Ippolito Caffi
- Riccardo Licata
- Amedeo Modigliani
- Antonio Rotta
- Cagnaccio di San Pietro
- Natale Schiavoni
- Franz West
- Sergio Franzoi (1929-2022), pintor